# Eleição municipal de Araucária em 2000
A eleição municipal de Araucária de 2000 ocorreu no dia 1 de outubro, junto do primeiro turno de todos os municípios brasileiros. Naquele dia, os eleitores escolheram os prefeitos que administrariam tais cidades a partir de 1º de janeiro de 2001 e cujos sucessores seriam eleitos em 2004, e em Araucária foram cerca de 60 mil eleitores. Essa foi a segunda eleição realizada no mandato de Fernando Henrique Cardoso, e a primeira que os candidatos poderiam disputar a reeleição. Os eleitores araucarienses puderam escolher entre quatro candidatos a prefeito, além de diversos a vereador.

## Resultados

### Eleição para prefeito
Conforme dados do TSE, foram computados 60.662 votantes, sendo 57.193 válidos, 1.043 brancos e 2.426 nulos. Por mais que permitida, a reeleição de Rizio Wachowicz não aconteceu, pois a volta do ex-prefeito Zezé foi bastante aclamada pelos eleitores. Zezé havia sido eleito deputado estadual em 1994, mas não venceu em 1998 e por isso disputou a prefeitura, vencendo. O resultado completo da eleição para prefeito é:
| Albanor Zezé PSDB      | Olizandro Ferreira PSL   | Araucária para Todos (PSDB, PSL, PDT, PL, PTN, PSDC)      | 25.347 | 50,21% |
| Rizio Wachowicz PFL    | Paulo Sabag PPB          | Avança Mais Araucária (PFL, PTB, PPB, PRN, PRP, PSB, PSC) | 18.556 | 36,76% |
| Hino Dirlei Falat PMDB | Afonso Scherreier PMDB   | Partido isolado (PMDB)                                    | 5.307  | 10,51% |
| Neuzi Kwiatkowski PT   | Neusa Anice Kiatkoski PT | Fazendo a Diferença (PT, PV)                              | 1.269  | 2,52%  |
| Fontes:                |                          |                                                           |        |        |

### Eleição para vereador
A eleição de 2000 foi a eleição com mais vereadores da história, onde foram eleitos 17 parlamentares, tendo influência do quociente eleitoral para decidir as vagas na Câmara Municipal. Os eleitos na ocasião são:
| Candidato(a)                      | Partido | Votos | Percentual |
| --------------------------------- | ------- | ----- | ---------- |
| Clodoaldo Nepomuceno Pinto Júnior | PDT     | 1.648 | 3,18%      |
| Irineu Cantador                   | PPS     | 1.212 | 2,34%      |
| Wilson Roberto David Mota         | PSDB    | 1.176 | 2,27%      |
| João Renato Cantelle              | PTB     | 1.124 | 2,17%      |
| Francisco Carlos Cabrini          | PPB     | 1.087 | 2,10%      |
| Josué de Oliveira Kersten*        | PDT     | 985   | 1,90%      |
| Ronaldo Assis Martins             | PPS     | 924   | 1,78%      |
| Ozório Pereira                    | PSL     | 891   | 1,72%      |
| Oilson Muller                     | PRN     | 858   | 1,65%      |
| Alcir Nogueira                    | PFL     | 773   | 1,49%      |
| Almir Júlio Russi*                | PRN     | 773   | 1,49%      |
| Robison Ricardo                   | PMDB    | 750   | 1,45%      |
| Jorge Fernando Zimmermann         | PSDB    | 671   | 1,29%      |
| Inácio Mikosz                     | PFL     | 627   | 1,21%      |
| José Juval Bezerra*               | PSDB    | 619   | 1,19%      |
| Sebastião Cordeiro Calado*        | PFL     | 602   | 1,16%      |
| Marilda Gilinski*                 | PTB     | 515   | 0,99%      |

- Vereadores com '*' foram eleitos pelo quociente eleitoral.